# Vieil irlandais
Le vieil irlandais (en vieil irlandais : goídelc ; en irlandais moderne : sean-ghaeilge) est la forme la plus ancienne de la langue irlandaise que l'on peut aujourd'hui reconstituer plus ou moins fidèlement à partir des sources disponibles. Elle remonte à la période comprise entre le VIe siècle et le Xe siècle et est l'ancêtre du moyen irlandais (ou irlandais médiéval).
Le vieil irlandais apparaît d'abord dans les marges de manuscrits religieux latins du VIe siècle. Un grand nombre de texte rédigés dans la forme primitive de la langue, bien que classés comme manuscrits de la période du moyen irlandais (comme le Lebor na hUidre et le Livre de Leinster), sont essentiellement rédigés en caractères de vieil irlandais.
Si le vieil irlandais est l'ancêtre des langues modernes que sont l'irlandais, le gaélique écossais et le mannois, il en diffère pourtant. Ces langues modernes sont généralement moins complexes que le vieil irlandais sur les plans morphologique et phonologique.
Les recherches actuelles en vieil irlandais sont toujours influencées par les travaux de quelques chercheurs peu nombreux, au nombre desquels on citera Rudolf Thurneysen (1857-1940) et Osborn Bergin (1873-1950). Aujourd'hui encore, leurs ouvrages sont considérés comme des œuvres de référence pour qui s'intéresse au vieil irlandais.
On a retrouvé quelques traces, surtout des noms de personnes, écrites dans la forme primitive de cette langue (dénommé irlandais primitif). Ces inscriptions sont en écriture oghamique, au moyen de l'alphabet gaélique qui était utilisé en Irlande et dans l'ouest de la Grande-Bretagne dès le IVe siècle.

## Emprunts
En dehors de l'origine celtique évidente de la langue, le vieil irlandais a emprunté au fil des siècles une partie de son vocabulaire au brittonique, mais surtout au latin, dans la mesure où la vie intellectuelle irlandaise était empreinte de culture latine. À la suite des invasions germaniques du VIIe siècle, des racines scandinaves ont fait leur apparition dans le corpus irlandais. Enfin, un certain nombre de mots de l'anglo-saxon, eux-mêmes empruntés au français via l'anglo-normand, ont pris place dans la langue irlandaise ancienne.

## Phonologie

### Consonnes
La liste des consonnes du vieil irlandais est exposée dans le tableau ci-dessous. /N/, /Nʲ/, /L/, /Lʲ/, /R/, /Rʲ/ représentent des consonnes sonantes fortes dont la prononciation exacte est inconnue mais étaient probablement plus longues, plus tendues et articulées de façon généralement plus fortes que leurs équivalents faibles /n/, /nʲ/, /l/, /lʲ/, /r/, /rʲ/.
|                     |                      | Labiale | Dentale | Alvéolaire | Vélaire | Glottale |
| ------------------- | -------------------- | ------- | ------- | ---------- | ------- | -------- |
| Occlusive           | Vélarisée ("large")  | p b     | t d     | t d        | k g     |          |
| Occlusive           | Palatalisée ("fine") | pʲ bʲ   | tʲ dʲ   | tʲ dʲ      | kʲ gʲ   |          |
| Nasale              | Vélarisée ("large")  | m       | N n     | N n        | ŋ       |          |
| Nasale              | Palatalisée ("fine") | mʲ      | Nʲ nʲ   | Nʲ nʲ      | ŋʲ      |          |
| Fricative           | Vélarisée ("large")  | f v     | θ ð     | s          | x ɣ     | h        |
| Fricative           | Palatalisée ("fine") | fʲ vʲ   | θʲ ðʲ   | sʲ         | xʲ ɣʲ   | hʲ       |
| Fricative nasalisée | Vélarisée ("large")  | ṽ       |         |            |         |          |
| Fricative nasalisée | Palatalisée ("fine") | ṽʲ      |         |            |         |          |
| Spirante            | Vélarisée ("large")  |         | R r     | R r        |         |          |
| Spirante            | Palatalisée ("fine") |         | Rʲ rʲ   | Rʲ rʲ      |         |          |
| Latérale            | Vélarisée ("large")  |         | L l     | L l        |         |          |
| Latérale            | Palatalisée ("fine") |         | Lʲ lʲ   | Lʲ lʲ      |         |          |

Certains détails de la phonétique du vieil irlandais demeurent obscurs. /sʲ/ se prononçait [ɕ] ou [ʃ], comme en irlandais moderne. /hʲ/ pourrait avoir la même sonorité que /h/ et/ou que /xʲ/. /Nʲ/ et /Lʲ/ auraient pu être prononcés respectivement [ɲ] et [ʎ]. La différence entre /R(ʲ)/ et /r(ʲ)/ pourrait être que la première était roulée, alors que la deuxième était battue.

### Voyelles
Voici une liste des monophtongues en vieil irlandais :
|         | Courte | Courte | Longue | Longue |
| ------- | ------ | ------ | ------ | ------ |
| Haute   | i      | u      | iː     | uː     |
| Moyenne | e      | o      | eː     | oː     |
| Basse   | a      | a      | aː     | aː     |

La distribution des voyelles courtes dans les syllabes accentuées est assez complexe. Toute voyelle courte doit logiquement se retrouver dans des syllabes finales non accentuées après des consonnes larges ou fines. Au début d'une syllabe, /e/ et /i/ se prononcent généralement ae et ai après une consonne large, ce qui semble indiquer ici une prononciation rétractée, peut-être quelque chose comme [ɘ] et [ɨ]. Les dix variantes possibles sont exposées ci-dessous :
| marba /ˈmarva/ 'tuer' (1re pers. sing. subjonctif)         | léicea /ˈLʲeːgʲa/ 'quitter' (1re pers. singulier du subjonctif)  |
| marbae /ˈmarve/ 'tuer' (2e pers. singulier du subjonctif)  | léice /ˈLʲeːgʲe/ 'quitter' (2e pers. singulier du subjonctif)    |
| marbai /ˈmarvi/ 'tuer' (2e pers. singulier de l'indicatif) | léici /ˈLʲeːgʲi/ 'quitter' (2e pers. singulier de l'indicatif)   |
| súlo /ˈsuːlo/ 'œil' (génitif)                              | doirseo /ˈdoRʲsʲo/ 'porte' (génitif)                             |
| marbu /ˈmarvu/ 'tuer' (1re pers. singulier de l'indicatif) | léiciu /ˈLʲe:gʲu/ 'quitter' (1re pers. singulier de l'indicatif) |

Dans les syllabes fermées non accentuées (celles qui ont une syllabe coda), l'état de la voyelle courte dépend presque entièrement des consonnes environnantes :selon qu'elles sont larges ou fines. Entre deux consonnes larges, la voyelle se prononce /a/, comme dans dígal /ˈdʲiːɣal/ 'vengeance' (nom.). Entre une consonne large et une consonne fine, la voyelle devient /e/, comme dans dliged /ˈdʲlʲiɣʲeð/ 'loi' (nom./acc.). Avant une consonne fine, la voyelle est /i/, comme dans dígail /ˈdʲiːɣilʲ/ 'vengeance' (acc./dat.), et dligid /ˈdʲlʲiɣʲiðʲ/ 'loi' (gen.). La principale exception est que /u/ apparaît souvent lorsque la syllabe suivant contient un *ū en proto-celtique (par exemple, dligud /ˈdʲlʲiɣuð/ 'loi' (dat.) < PC *dligedū), et ce /o/ ou ce /u/ apparaissent fréquemment après une labiale large (par exemple, lebor /ˈLʲevor/ 'livre'; domun /ˈdoṽun/ 'monde').
La liste des diphtongues en vieil irlandais est exposée ci-dessous :
| Longue (bimorique) | Longue (bimorique) | Longue (bimorique) | Longue (bimorique) | Longue (bimorique) | Courte (monomorique) | Courte (monomorique) |
| ------------------ | ------------------ | ------------------ | ------------------ | ------------------ | -------------------- | -------------------- |
| ai                 | ia                 | ui                 |                    | au                 | ĭu                   | ău                   |
| oi                 | ua                 | iu                 | eu                 | ou                 | ĕu                   |                      |

## Orthographe
Comme dans la plupart des langues médiévales, l'orthographe du vieil irlandais n'est pas fixée. Ainsi, les exemples présentés ci-dessous sont à considérer comme une généralité ; on peut trouver des formes toutes différentes dans des manuscrits individuels.
L'alphabet du vieil irlandais se compose des 18 lettres suivantes de l'alphabet latin :
- a, b, c, d, e, f, g, h, i, l, m, n, o, p, r, s, t, u

De plus, on utilise comme signe diacritique sur certaines lettres des accents aigües ou des points suscrits :
- L'accent aigu indique que la voyelle est longue : á, é, í, ó, ú sont des voyelles longues
- Le point suscrit signale la lénition du f et du s: ḟ est silencieux, ṡ est prononcé /h/
- On peut mettre parfois aussi un point suscrit sur le m et le n sans en modifier la prononciation, dès lors que ces lettres sont employées pour signaler la mutation nasalisée : ṁ, ṅ.

On emploie aussi certains digrammes :
- La lettre i après une voyelle indique que la consonne qui suit est fine : ai, ei, oi, ui ; ái, éi, ói, úi
- La lettre h après c, t, p indique que la consonne est fricative : ch, th, ph
- Les digrammes servent aussi à signaler les diphtongues : áe/aí, ía, uí, áu, óe/oí, úa, éu, óu, iu, au, eu.

Au début d'un mot, s'il n'y a pas de mutation consonantique, les consonnes sont larges avant une voyelle postérieure (a, o, u) et fine avant une voyelle antérieure (e, i):
- b: /b/, /bʲ/
- c: /k/, /kʲ/
- d: /d/, /dʲ/
- f: /f/, /fʲ/
- g: /g/, /gʲ/
- h: Voir la note[3].
- l: /L/, /Lʲ/
- m: /m/, /mʲ/
- n: /N/, /Nʲ/
- p: /p/, /pʲ/
- r: /R/, /Rʲ/
- s: /s/, /ʃ/
- t: /t/, /tʲ/

Après une voyelle, ou après l, n, ou r, les lettres c, p, t en position finale peuvent être altérées ou non. Elles peuvent être doublées, sans en modifier la prononciation :
- mac ou macc /mak/ "fils"
- bec ou becc /bʲeg/ "petit"
- op ou opp /ob/ "refuser"
- brat ou bratt /brat/ "manteau"
- brot ou brott /brod/ "aiguillon"
- derc /dʲerk/ "trou"
- derc /dʲerg/ "rouge"
- daltae /daLte/ "enfant adopté"
- celtae /kʲeLde/ "qui se cache"
- anta /aNta/ "de reste"
- antae /aNde/ "qui reste"

Après une voyelle, les lettres b, d, g sont considérées comme des consonnes fricatives (/v, ð, ɣ/) ou des consonnes fines équivalentes :
- dub /duv/ "noir"
- mod /moð/ "travail"
- mug /muɣ/ "esclave"
- claideb /klaðʲev/ "épée"
- claidib /klaðʲivʲ/ "épées"

Après m, b est palatalisé, mais après d, l et r, il est fricatif :
- imb /imʲbʲ/ "beurre"
- odb /oðv/ "nœud (d'arbre)"
- delb /dʲelv/ "image"
- marb /marv/ mort

Après n et r, d est palatalisé :
- bind /bʲiNʲdʲ/ "mélodieux"
- cerd /kʲeRd/ "talent"

Après n, l, et r, g est d'ordinaire palatalisé, mais il est fricatif dans quelques cas :
- long /loŋg/ "vaisseau"
- delg ou delc /dʲelg/ "épine"
- argat ou arggat /argad/ "argent"
- ingen /inʲɣʲen/ "fille"
- bairgen /barʲɣʲen/ "morceau de pain"

Après une voyelle, m est généralement fricatif, mais il est parfois nasalisé, auquel cas il peut être doublé :
- dám /daːṽ "compagnie"
- lom ou lomm /lom/ "nu"

Les digrammes ch, ph, th n'apparaissent pas en début de mot, sauf lorsqu'ils sont en position de lénition. Dans tous les cas, on les prononce /x/, /f/, /θ/.
- ech /ex/ "cheval"
- oíph /oif/ "beauté"
- áth /aːθ/ "gué"

Les lettres l, n, et r sont doublées lorsqu'elles indiquent une prononciation tendue, seules lorsque la prononciation est plus relâchée. (Mais en début de mot, les lettres dont la prononciation est tendue ne sont pas doublées.)
- corr /koR/ "crâne"
- cor /kor/ "mettant"
- coll /koL/ "noisette"
- col /kol/ "péché"
- sonn /soN/ "pieu"
- son /son/ "son"

## Syntaxe
Le vieil irlandais suit la syntaxe (verbe-sujet-objet) partagée par la majorité des langues celtiques. Les verbes sont tous pleinement conjugués et présentent les formes habituelles des langues indo-européennes, comme les temps grammaticaux suivants : le présent, l'imparfait, le passé, le futur et le passé simple (aussi dénommé prétérit) et, comme modes grammaticaux l'indicatif, le subjonctif, le conditionnel et l'impératif et les diathèses actives et passives. La seule forme verbale absente en vieil irlandais est l'infinitif. Pour parer à ce manque, on utilise le nom verbal. Les pronoms personnels employés comme objets directs sont indexés au verbe auquel ils sont associés. En ce qui concerne les prépositions, elles se situent d'ordinaire au même endroit que dans la phrase anglaise, bien qu'un bon nombre d'entre elles soient indexées au verbe lui-même.

## Morphologie

### Noms
Le vieil irlandais compte trois genres grammaticaux : le masculin, le féminin et le neutre[réf. nécessaire] ; trois nombres grammaticaux : le singulier, le pluriel et le duel (aussi dénommé dual) ; et cinq cas : le nominatif, le vocatif, l'accusatif, le génitif et le datif. Thurneysen avait identifié quatorze groupes de noms, définis par le genre du radical, sept radicaux vocaliques et sept radicaux consonantiques (dont un groupe de noms irréguliers et indéclinables).
|           | Singulier | Pluriel    | Duel       |
| --------- | --------- | ---------- | ---------- |
| Nominatif | túath     | túatha     | túaith     |
| Vocatif   | túath     | túatha     | -          |
| Accusatif | túaith    | túatha     | túaith     |
| Génitif   | túa(i)the | túath      | túath      |
| Datif     | túaith    | túath(a)ib | túath(a)ib |

### Verbes
Les verbes se placent généralement en début de phrase (n'étant précédés que de particules et, très rarement, d'adverbes). La plupart des verbes possèdent, en plus des temps, des modes et des diathèses, comme évoqué plus haut, deux formes basiques : une forme conjuguée et une forme absolue.
- La forme conjuguée consiste d'ordinaire en un ou plusieurs préfixes (des particules considérées historiquement comme d'origine prépositionnelle[5]), suivis par une racine verbale qui contient la majeure partie de la conjugaison. Les pronoms personnels considérés comme objets directs sont insérés entre le préverbe et le radical.ainsi que d'autres particules, qui peuvent modifier le sens du verbe (par exemple la forme négative) ou indiquer une structure particulière de la phrase.
- La forme absolue s'emploie lorsqu'il n'est pas nécessaire d'inclure une particule ou aucun élément nécessaire ne se trouve dans le reste de la phrase. Un verbe seul peut constituer une phrase entière en vieil irlandais. Dans ce cas, on appose à la fin du verbe un particule emphatique, comme -sa ou -se.

## Écriture

### Les oghams

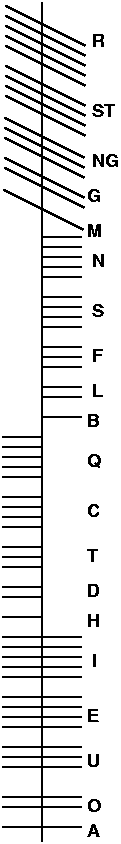
L'alphabet oghamique.

Les plus anciens exemples d'écriture du vieil irlandais le sont dans l'alphabet oghamique (ogam en vieil irlandais, ogham en irlandais moderne), un alphabet qui serait créé vers le IIIe siècle sur la base de l'alphabet latin. Il consiste en vingt lettres, répartis en quatre familles. Il fut usité du IVe siècle au VIIe siècle environ.
On trouve un exemple de cet alphabet dans une inscription située au nord-ouest du mont Brandon, dans la péninsule de Dingle (comté de Chiarraí). En traduisant les lettres oghamiques en alphabet latin, on lit : "QRIMITIR RON.NN MAQ COMOGANN", ce qui devait se lire, en irlandais primitif : "*QREMITERI RONAGNI MAQI COMAGAGNI" et, en vieil irlandais : "*cruimthir Rónáin maicc Comgáin" (« du prêtre Rónán, le fils de Comgán »).

### LeCló Gaelach
L’écriture gaélique, Cló Gaelach, s'est développé au Moyen Âge sur la base de l'écriture onciale héritée de l'alphabet latin, mais ce n'est qu'avec l'invention de l'imprimerie, au XVe siècle), que l'écriture s'est standardisée. C'est un alphabet très proche de l'alphabet latin, qui en diffère seulement sur quelques lettres : le "g", le "r" et le "s" bas de casse qui s'écrivent différemment.

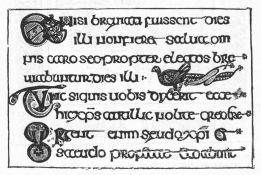
Un exemple de Cló Gaelach du VIIIe siècle.

On pouvait ajouter à ces lettres des signes diacritiques tels qu'un accent (’) et un point (•). L'accent, disposé sur une voyelle, indique que celle-ci est longue. Elle n'est jamais l'indication d'un accent tonique. Le point est un signe de lénition. En irlandais moderne, la lénition est indiquée par la lettre "h" après la consonne autrefois surmontée du point.
Voici quelques exemples de comparaison entre le Cló Gaelach du vieil irlandais et l'alphabet latin moderne de l'irlandais moderne :
| Forme ancienne | Forme conventionnelle | Signification   |
| -------------- | --------------------- | --------------- |
| ind ġáeṫ       | ind gháeth            | vent            |
| sen-ġoídelc    | sen-ghoídelc          | vieil irlandais |
| saṁ            | samh                  | géant           |

Les points diacritiques sont généralement retranscrits par la consonne suivie d'un h, c'est-à-dire : Ḃ pour Bh, ḃ pour bh, Ċ pour Ch, ċ pour ch, Ḋ pour Dh, ḋ pour dh, Ġ pour Gh, ġ pour gh, Ṁ pour Mh, ṁ pour mh, Ṗ pour Ph, ṗ pour ph, Ṡ pour Sh, ṡ pour sh, Ṫ pour Th et ṫ pour th. De nombreuses polices de caractères gaéliques incluent ces signes diacritiques.

### L'alphabet latin
Une réforme, menée en 1953, a contribué à l'unification des normes d'écriture de l'irlandais. Ce nouveau standard, nommé An Caighdeán Oifigiúil, a conduit à l'abolition du Cló Gaelach.